# Rafael Altamira

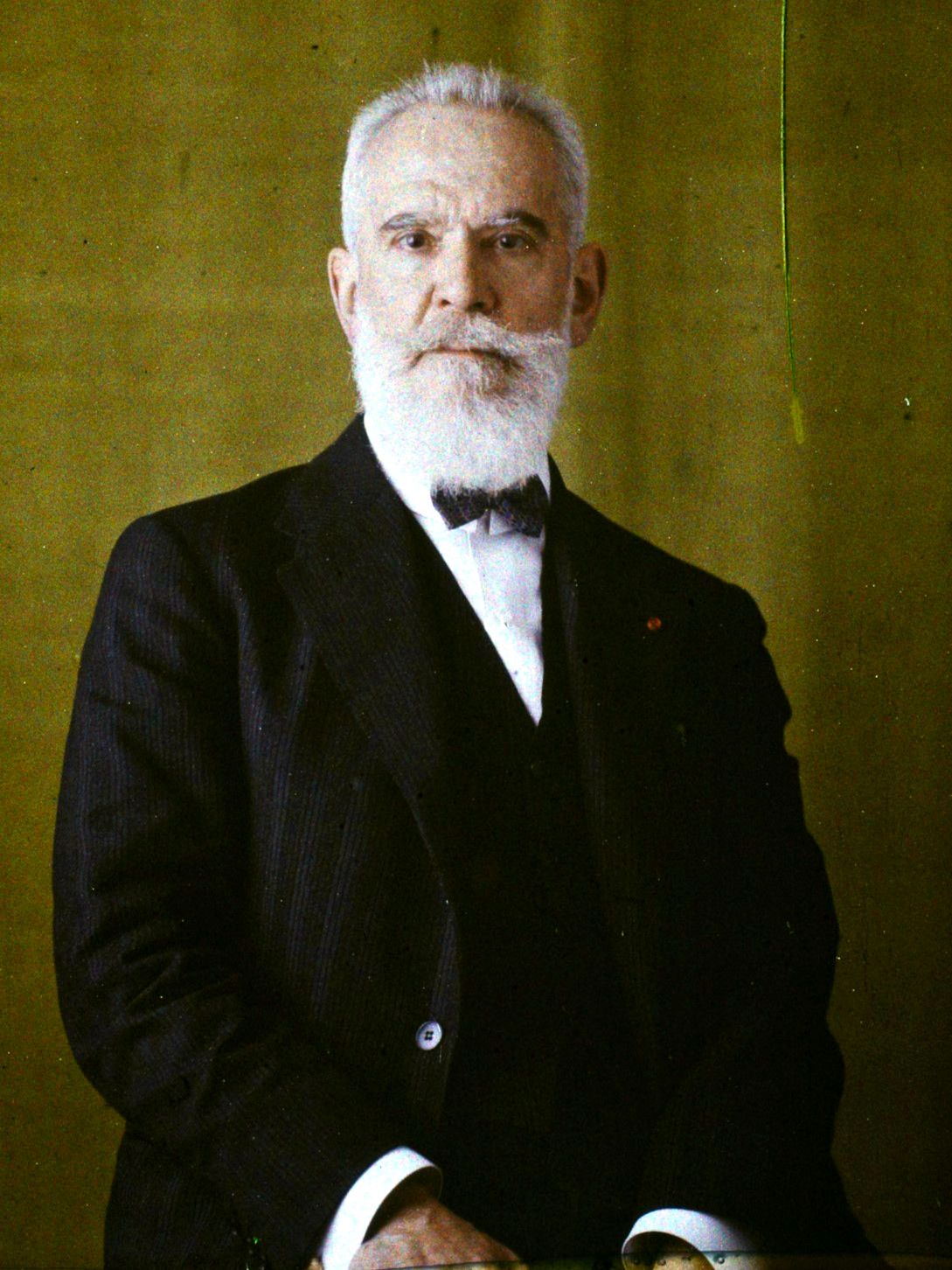
Rafael Altamira, 1928

Rafael Altamira y Crevea [rafaˈel altaˈmiɾa i kɾeˈβe.a] (* 10. Februar 1866 in Alicante; † 1. Juni 1951 in Mexiko-Stadt) war ein spanischer Jurist und Historiker. Er wirkte als Professor für Rechtsgeschichte an den Universitäten in Oviedo, Madrid sowie Mexiko-Stadt, und war von 1921 bis 1946 als Richter am Ständigen Internationalen Gerichtshof tätig.

## Leben
Rafael Altamira wurde 1866 in Alicante geboren und studierte ab 1882 in Valencia. Fünf Jahre später schloss er sein Studium mit der Promotion an der Universität Madrid ab. Im Jahr 1895 begründete er unter dem Titel „Revista Critica de Historia y Literatura Españolas, Portuguesas y Hispanoamericanas“ die erste Literatur- und Kulturzeitschrift ihrer Art in Spanien. Ab 1897 wirkte er als Professor für Rechtsgeschichte an der Universität Oviedo und ab 1914 an der Universität Madrid.
Von 1921 bis 1946 war er Richter am Ständigen Internationalen Gerichtshof. Neben dem Italiener Dionisio Anzilotti und dem Kubaner Antonio Sánchez de Bustamante y Sirvén zählte er damit zu den drei Richtern, die dem Gerichtshof von der Gründung bis zur Auflösung angehörten. Bereits vor der Entstehung des Gerichtshofs gehörte er der Kommission an, die dessen Statut ausarbeitete.
Mit dem Beginn des Spanischen Bürgerkrieges ging er ins Exil, zunächst in die Niederlande nach Den Haag, später nach Bayonne in Frankreich und 1945 nach Mexiko, wo er im gleichen Jahr eine Professur für Rechtsgeschichte an der Universidad Nacional Autónoma de México erhielt. Er starb 1951 in Mexiko-Stadt.

## Wissenschaftliches Wirken
Rafael Altamira betonte in seinen Schriften die Bedeutung der Kulturgeschichte in der Geschichtsschreibung und versuchte, ein internationalistisch und humanistisch geprägtes Geschichtsverständnis zu etablieren. Zu seinen herausragendsten Werken zählten das zwischen 1900 und 1911 in vier Bänden erschienene „Historia de España y de la Civilización Española“ zur Geschichte Spaniens und das 1903 veröffentlichte „Historia del Derecho Español“ zur spanischen Rechtsgeschichte.

## Auszeichnungen
Rafael Altamira war ab 1909 korrespondierendes und ab 1911 ordentliches Mitglied der Real Academia de Ciencias Morales y Políticas sowie ab 1922 Mitglied der Real Academia de la Historia. 1933 wurde er in die American Academy of Arts and Sciences gewählt. Darüber hinaus wurde er 1927 in das Institut de Droit international aufgenommen und zwischen 1908 und 1951 mehrfach für den Friedensnobelpreis nominiert.

## Werke (Auswahl)
- Historia de España y de la Civilización Española. Vier Bände. Barcelona 1900–1911
- Historia del Derecho Español. Madrid 1903
- España en América. Valencia 1908
- Manual de Historia de España. Madrid 1934
- Tierras y Hombres de Asturias. Mexiko-Stadt 1949